# Diamesa arctica
Diamesa arctica is een muggensoort uit de familie van de dansmuggen (Chironomidae). De wetenschappelijke naam van de soort is voor het eerst geldig gepubliceerd in 1865 door Carl Henrik Boheman.